# Przedgórze Izerskie
Przedgórze Izerskie – mikroregion Pogórza Izerskiego sąsiadujący bezpośrednio z Górami Izerskimi.
Na zachodzie zaczyna się Wysoczyzną Działoszyńską nad doliną Nysy Łużyckiej. Część na terytorium czeskim nazywa się Frýdlantská pahorkatina, zaś dalszy fragment na terytorium Polski to Wysoczyzna Rybnicka, przechodząca ostrym stopniem do Kotliny Jeleniogórskiej, granicząc od południa z Grzbietem Kamienickim we wschodniej części Gór Izerskich. Wysokości wahają się w przedziale 450–540 m n.p.m.

## Budowa geologiczna
Podłoże Przedgórza Izerskiego stanowi blok karkonosko-izerski, zbudowany przede wszystkim z gnejsów i granitognejsów, a podrzędnie – łupków łyszczykowych, amfibolitów. W kilku miejscach starsze skały przebite są przez trzeciorzędowe bazalty, które wyróżniają się jako twardziele.

## Miejscowości
- Grabiszyce Dolne
- Grabiszyce Górne
- Grabiszyce Średnie
- Miłoszów
- Pobiedna
- Świecie
- Wolimierz
- Bogatynia